# Tractus Fossae
Tractus Fossae é uma fossa no quadrângulo de Tharsis em Marte, localizada a 26° latitude norte e 101.4° longitude oeste. Sua extensão é de 390 km e recebeu um nome clássico para uma formação de albedo. O nome "Fossae" é usado para indicar grandes fendas quando se utiliza a terminologia geográfica relacionada a Marte. Fossas, às vezes também chamadas graben, se formam quando a crosta é esticada até seu rompimento numa rachadura, elas muitas vezes possui duas quebras com a sessão intermediária se movendo para baixo, deixando escarpas íngremes nos lados. Às vezes a rachadura ou falha se alarga e dilata. O alargamento ocasiona a formação de um grande volume de espaço vazio.